# 1744 w polityce

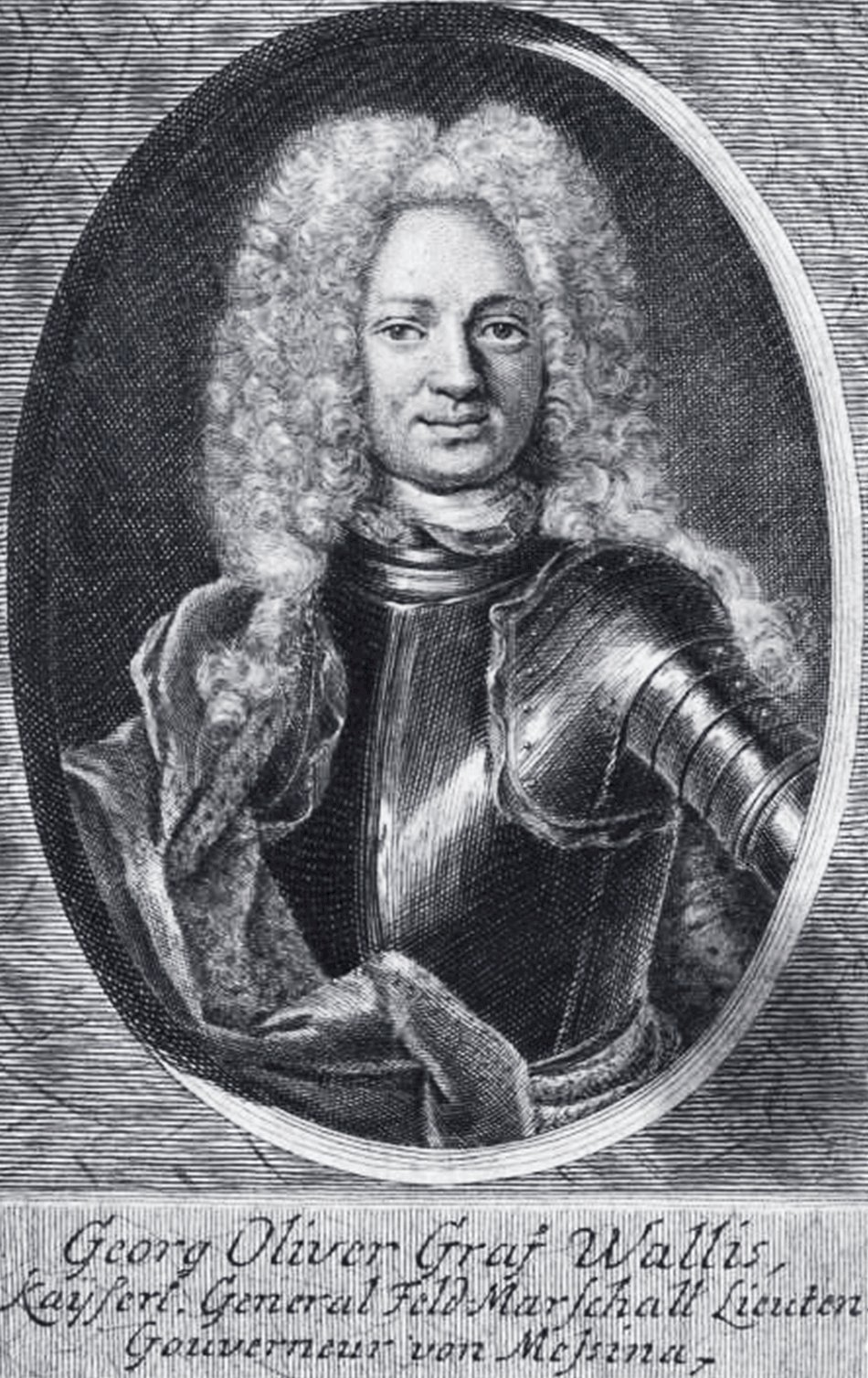
Georg Olivier von Wallis

Wydarzenia polityczne w 1744 roku.

## Zmarli
- 19 grudnia Georg Olivier von Wallis, marszałek austriacki[1].